# Super Wish
Super Wish es una serie animada canadiense, creada por Vannessa Esteves y Adrian Thatcher, producida por Nelvana y Redknot, para el canal de televisión YTV y Télétoon en francés, en simultáneo con Latinoamérica, que se estrenó en Discovery Kids.

## Argumento
Jesse Cameron, un niño de 10 años, accidentalmente desea que desaparezca toda su fiesta de cumpleaños. Al conseguirlo, él y sus amigos se aventuran por la Dimensión Mágica del cumpleaños, más conocida como Tierra Feliz de los Cumpleaños, en un intento por rastrear su deseo y volver a casa.
| Personaje             | Actor De Voz Original  | Actor De Doblaje (Latinoamérica) |
| --------------------- | ---------------------- | -------------------------------- |
| Jesse                 | Tristan Mammitzch      | Iker Molina                      |
| Sadie                 | Alyzia Ines Fabregui   | Amanda Hinojosa                  |
| Zander                | Lucas Loc Nguyen       | Diego Becerril                   |
| Winnie                | Delia Lisette Chambers | Wendy Malvarez                   |
| Ronny-Bobby Vela Dona | Sugar Lyn Beard        | Carla Castañeda                  |
| Maylin                | Bryn McAuley           | Cristina Hernandez               |
| Globonicus            | Cory Doran             | Victor Guerrero                  |